# 84921 Morkoláb
84921 Morkoláb è un asteroide della fascia principale. Scoperto nel 2003, presenta un'orbita caratterizzata da un semiasse maggiore pari a 2,5685038 UA e da un'eccentricità di 0,2680708, inclinata di 12,14048° rispetto all'eclittica.
L'asteroide è dedicaato all'omonima figura del folklore ungherese che ingoia il sole e la luna durante le eclissi.